# Gymnocalycium castellanosii
Espèce
Gymnocalycium castellanosii, est une espèce de plante succulente appartenant à la  famille des Cactacées.

## Description
Tige sphérique solitaire à l'épiderme vert-bleu comprenant de 10 à 12 côtes peu marquées. Peut atteindre 12 à 15 cm avec l'âge. Les épines sont rigides, d'abord marron et devenant grisâtre. On compte 5 à 7 épines radiales courbées vers l'arrière et de 0 à 2 épines centrales.
Fleur de 4 à 5 cm de diamètre au printemps. Couleur rose pâle.

## Répartition
Plante endémique de la Sierra de Malanzán dans la provine de La Rioja en Argentine. Elle pousse à une altitude comprise entre 600 et 850 mètre d'altitude.

## Sous-espèces
- Gymnocalycium castellanosii var. bozsingianum
- Gymnocalycium castellanosii var. ferocius